# Cycnoderus expeditus
Cycnoderus expeditus är en skalbaggsart som beskrevs av Louis Alexandre Auguste Chevrolat 1859. Cycnoderus expeditus ingår i släktet Cycnoderus och familjen långhorningar. Inga underarter finns listade i Catalogue of Life.